# NGC 7359
NGC 7359 est une vaste galaxie lenticulaire vue par la tranche et située dans la constellation du Verseau. Cette galaxie a été découverte par l'astronome américain Francis Leavenworth en 1885. La vitesse de NGC 7359 par rapport au fond diffus cosmologique est de 3 224 ± 22 km/s, ce qui correspond à une distance de Hubble de 47,6 ± 3,4 Mpc (∼155 millions d'al).

## Groupe de NGC 7377
Selon A. M. Garcia, NGC 7359 est membre du groupe de NGC 7377. Ce groupe renferme au moins 10 membres. Les autres galaxies sont NGC 7365, NGC 7377, NGC 7392, IC 5261, ESO 534-24, ESO 603.12, ESO 603-20, ESO 603-6 et ESO 603-8.